# Twins Seven Seven
Twins Seven Seven, né Prince Taiwo Olaniyi Oyewale-Toyeje Oyelale Osuntoki le 3 mai 1944 et mort le 16 juin 2011 à Ogidi, dans l’État de Kogi, est un peintre et sculpteur nigérian.
Il s'est fait connaître au Mbari Mbayo. Polygame, il a eu notamment pour épouse Nike Davies-Okundaye,.
En 2005, l’UNESCO le nomme « artiste pour la paix ».